# Maiko Gogoladze
Maiko Gogoladze (gruz. მაიკო გოგოლაძე; ur. 9 września 1991 w Orenburgu) – gruzińska lekkoatletka, specjalizująca się w skoku w dal.
Reprezentantka kraju w pucharze Europy oraz drużynowych mistrzostwach Europy. Złota medalistka mistrzostw Gruzji, Armenii oraz Azerbejdżanu. Rekordzistka kraju.
W 2008 wygrała mistrzostwa kraju w skoku w dal z wynikiem 5,29 m.
W 2012 startowała na igrzyskach olimpijskich. W zawodach w skoku w dal odpadła w eliminacjach, nie zaliczając ani jednej próby. W tym samym roku wzięła udział w mistrzostwach Europy, na których zajęła 28. miejsce w eliminacjach skoku w dal (14. w swojej grupie) z wynikiem 5,71 m.
W 2013 wystąpiła w biegu na 100 m ppł, skoku w dal i sztafecie 4 × 400 m w trzeciej lidze drużynowych mistrzostw Europy. W biegu na 100 m ppł zajęła 7. miejsce w swoim biegu z czasem 14,93 s, co dało jej 9. pozycję w klasyfikacji końcowej. W skoku w dal była 10. z wynikiem 5,59 m. W sztafecie 4 × 400 m (Gogoladze biegła na drugiej zmianie) gruzińska drużyna zajęła 11. miejsce z czasem 4:04,01 s. Trzy tygodnie później odpadła w eliminacjach skoku w dal podczas młodzieżowych mistrzostw Europy.
Jej trenerem jest Edward Lomtadze.

## Rekordy życiowe
- Bieg na 110 metrów przez płotki – 14,93 s (Bańska Bystrzyca, 23 czerwca 2013, Drużynowe Mistrzostwa Europy w Lekkoatletyce 2013#III liga)
- skok w dal – 6,67 m (Sofia, 2 maja 2012)
- skok w dal (hala) – 6,27 m (Tbilisi, 19 stycznia 2014)